# エッチョワキーラ
エッチョワキーラ（スペイン語：Etchohuaquila）は、メキシコのソノラ州、ナボホア自治体とカヘメ自治体にある小さな村である。主な経済活動は、牛の飼育や郷土料理の販売。この村は、シウダ・オブレゴンから16キロと米国との国境から560キロに位置している。
メジャーリーグ、ロサンゼルス・ドジャースのフェルナンド・バレンズエラ投手の出身地であることで知られる。